# Canton de Toulouse-14
Le canton de Toulouse-14 est une ancienne division administrative française de l’arrondissement français de Toulouse, dans le département de la Haute-Garonne en région Midi-Pyrénées, faisant partie de la première circonscription de la Haute-Garonne depuis le redécoupage de 2010 (partie toulousaine cinquième circonscription de la Haute-Garonne).

## Composition
Le canton de Toulouse-14 était composé des 7 communes suivantes, comptant 57 116 habitants (population municipale) au 1er janvier 2010.
| Nom                | Code Insee | Intercommunalité   | Superficie (km2) | Population (dernière pop. légale) | Densité (hab./km2) |
| ------------------ | ---------- | ------------------ | ---------------- | --------------------------------- | ------------------ |
| Castelginest       | 31116      | Toulouse Métropole | 8,11             | 9 749 (2014)                      | 1 202              |
| Aucamville         | 31022      | Toulouse Métropole | 3,96             | 8 132 (2014)                      | 2 054              |
| Saint-Alban        | 31467      | Toulouse Métropole | 4,26             | 5 870 (2014)                      | 1 378              |
| Launaguet          | 31282      | Toulouse Métropole | 7,02             | 7 936 (2014)                      | 1 130              |
| Fenouillet         | 31182      | Toulouse Métropole | 9,51             | 5 060 (2014)                      | 532                |
| Fonbeauzard        | 31186      | Toulouse Métropole | 1,32             | 2 977 (2014)                      | 2 255              |
| Gagnac-sur-Garonne | 31205      | Toulouse Métropole | 4,34             | 2 933 (2014)                      | 676                |

et d'une fraction de la commune de:
- Toulouse (partie)

Quartiers de Toulouse inclus dans le canton :
- Barrière de Paris
- Ginestous
- Lalande (Toulouse)
- Sesquières

## Démographie
| 1975 | 1982 | 1990   | 1999   | 2006   | 2011   | 2012   |
| ---- | ---- | ------ | ------ | ------ | ------ | ------ |
| -    | -    | 34 521 | 41 093 | 52 373 | 57 910 | 59 044 |

## Administration
| Période | Période      | Identité             | Étiquette | Qualité                                                                  |
| ------- | ------------ | -------------------- | --------- | ------------------------------------------------------------------------ |
| 1973    | 1978 (décès) | Jacques Mauré        | MRG       | Agriculteur Maire de Castelginest (1947-1978)                            |
| 1978    | 1996 (décès) | Claude Cornac        | PS        | Directeur commercial Sénateur (1989-1996) Maire d'Aucamville (1977-1983) |
| 1996    | 1998         | Guy Léguevaques      | PS        | Agent territorial Sénateur (1996-1998) Maire de Launaguet (1977-1996)    |
| 1998    | 2015         | Sandrine Floureusses | PS        | Fonctionnaire territorial Elue en 2015 dans le Canton de Castelginest    |

Canton faisant partie de la cinquième circonscription de la Haute-Garonne